# Jukî, Poltava
Jukî (în ucraineană Жуки) este un sat în comuna Tahtaulove din raionul Poltava, regiunea Poltava, Ucraina.

## Demografie
Componența lingvistică a localității Jukî
     Ucraineană (94,84%)
     Rusă (4,67%)
     Alte limbi (0,39%)
Conform recensământului din 2001, majoritatea populației localității Jukî era vorbitoare de ucraineană (94,84%), existând în minoritate și vorbitori de rusă (4,67%).